# Gymnastique aux Jeux olympiques d'été de 2016
Navigation
Londres 2012 Tokyo 2020
Aux Jeux olympiques de 2016, trois disciplines de gymnastique sont au programme : la gymnastique artistique, la gymnastique rythmique et le trampoline.